# آتنائوس (موسیقی‌دان)
آتنائوس، فرزند آتنائوس (یونانی: Ἀθήναιος) یک آهنگساز اهل یونان باستان (آتن) بود که در حوالی ۱۳۸ تا ۱۲۸ سال قبل از میلاد به اوج رسید و سرود دلفی اول را ساخت. اگر چه تا مدتی طولانی تصور می شد که آهنگساز این سرود صرفاً یک «آتنی» (اهل آتن) بود، خواندن دقیق‌تر لوحهٔ به جا مانده از آن نشان داد که نام آتنائوس آتنائوس (Athénaios Athenaíou) به عنوان در بالای لوحه ثبت شده‌است.